# Lata 50. XVIII wieku

## Wydarzenia
- 1751
  - ukazał się pierwszy tom Wielkiej encyklopedii francuskiej[1].
- 1755
  - trzęsienie ziemi w Lizbonie[2].
- 1756
  - wybuchła wojna siedmioletnia – konflikt między Królestwem Prus, Wielką Brytanią i Hanowerem a Francją, Monarchią Habsburgów, Szwecją, Imperium Rosyjskim i Elektoratem Saksonii. Konflikt został wywołany zaborem Śląska przez króla Prus Fryderyka II Wielkiego oraz rywalizacją kolonialną pomiędzy Wielką Brytanią a Francją. Konflikt toczył się jednocześnie w Europie, gdzie pomiędzy Prusami a Monarchią Habsburgów doszło do walk o Śląsk (III wojna śląska) oraz w Ameryce Północnej i Indiach[3][4].